# Peanuts – Die Bank zahlt alles
Peanuts – Die Bank zahlt alles ist eine Filmkomödie des Regisseurs Carlo Rola aus dem Jahr 1996. In der Hauptrolle verkörpert Ulrich Mühe den erfolglosen, aber einfallsreichen Bauunternehmer Jochen Schuster.

## Handlung
Der Frankfurter Bauunternehmer Jochen Schuster ist am Rande der Verzweiflung. Er ist so hoch verschuldet, dass ihm kein Kreditinstitut mehr weitere Geldmittel zur Verfügung stellen will. Eigentlich müsste er Insolvenz anmelden, aber es kommt ihm eine rettende Idee: Er kauft sich mit seinen letzten Mitteln eine Perücke und leiht sich eine Limousine. Unter seiner neuen Identität, verkleidet mit der Perücke und in der beeindruckenden (Stetch-)Limousine, fährt er bei diversen Kreditinstituten vor.
Sein Plan geht zunächst auf: Die Institute – allen voran die Germanische Bank – gewähren dem Mann, der ihnen unbekannt ist, Kredite in der Höhe, die der verkleidete Jochen Schuster verlangt. Da er beabsichtigt, mit dem geliehenen Geld deutsche Kulturgüter zu erhalten, sehen die Banken kein Risiko. Da jetzt Geldmittel in gewünschter Höhe fließen, wird Schuster übermütig und verfällt in seine alten Geschäftsmodelle zurück, die ihn unter seiner echten Identität bereits in den Ruin getrieben haben. Das Gleiche passiert ihm nun unter seiner neuen Identität.

## Produktionsnotizen
Der Film lief am 21. März 1996 in den deutschen Kinos an. Die Drehorte waren Berlin, Bonn, Düsseldorf, Frankfurt am Main, Italien, Kronberg, Leipzig, Südafrika und Wiesbaden sowie das seinerzeit noch nicht sanierte Schloss Drachenburg bei Königswinter.

## Hintergrund
Der Film basiert auf einem realen Geschehen: Der Bauunternehmer Jürgen Schneider scheiterte unter Vorspiegelung falscher Tatsachen auf die gleiche Weise. Der Versuch von Jürgen Schneider, den Film wegen Verletzung seiner Persönlichkeitsrechte kurz vor der Premiere verbieten zu lassen, blieb erfolglos. Das Gericht entschied, es sei für jeden Zuschauer erkennbar, dass es sich um eine Satire handle und nicht um einen Film mit Wahrheitsanspruch. Somit seien die Persönlichkeitsrechte nicht verletzt.

## Kritiken
„Satire frei nach der ‚Deutschen Bank‘. Pointensichere Lehrstunde für Banker.“

„Flott inszeniert und gespielt, bleibt der Film aber stets den Mustern gängiger Satire verhaftet, ohne den ‚Fall Schneider‘ als ein Spiegelbild deutscher Wirtschaftskultur erhellen zu können.“